# Laveissière
Laveissière település Franciaországban, Cantal megyében. Lakosainak száma 526 fő (2022. január 1.). Laveissière Albepierre-Bredons, Dienne, Lavigerie, Mandailles-Saint-Julien, Saint-Jacques-des-Blats és Murat községekkel határos.

## Népesség
A település népességének változása:
| Lakosok száma | 526  | 623  | 611  | 577  | 552  | 547  | 524  | 517  | 517  | 526  |
|               | 1968 | 1982 | 1990 | 2006 | 2013 | 2015 | 2017 | 2019 | 2020 | 2022 |